# Banco O'Higgins
Banco O'Higgins fue un banco chileno que estuvo operativo entre 1956 y 1997. Su sede principal estaba en Santiago, y posteriormente se fusionó con el Banco de Santiago. Sus lemas fueron El Banco Ejecutivo en el tiempo preciso (1979-1981), La llave precisa (1987-1996) y Un banco ágil (1990).

## Historia

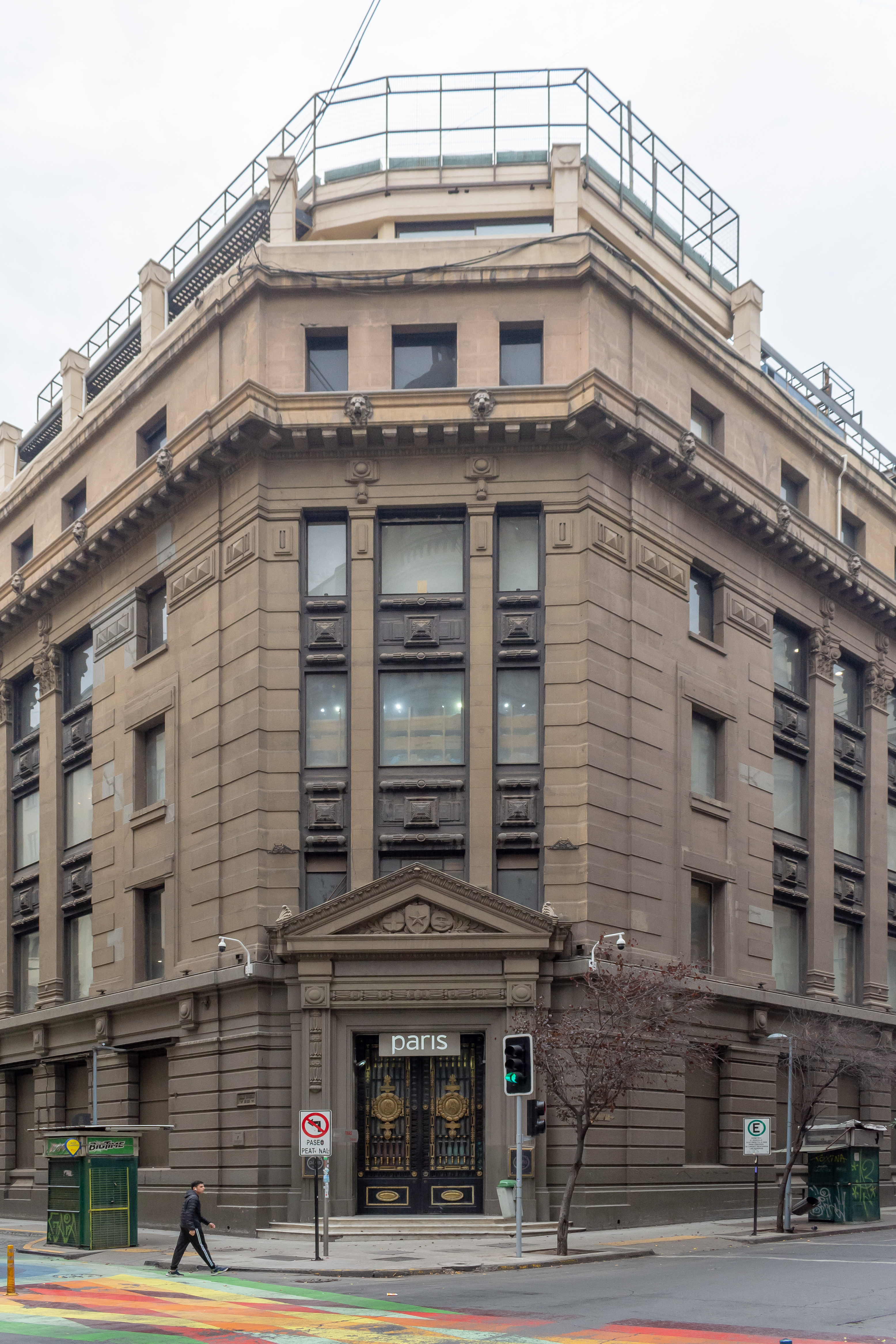
Edificio que albergaba la casa matriz del Banco O'Higgins, en la intersección de Agustinas con Bandera (actualmente ocupado por París).

El banco fue fundado el 12 de septiembre de 1956, mientras que el 24 de octubre de 1956 la Superintendencia de Bancos e Instituciones Financieras de Chile autorizó la existencia del Banco O'Higgins. El 20 de noviembre del mismo año se autorizó al banco para que iniciara sus operaciones formales, cumpliendo esta etapa a inicios de 1957.
Durante sus dos primeras décadas el Banco O'Higgins inició una rápida expansión por el país, inaugurando sucursales en diversas provincias de Chile. Hacia fines de los años 1960 algunos de los accionistas del banco eran empresarios que poseían participación en diversas organizaciones, como por ejemplo Miguel Weinstein, Luis Claro Lagarrigue, Hermán Schachner, Eduardo Labbé Jaramillo, Hernán O'Ryan Martínez, René Fontaine Nakin, Eduardo Tellechea Sierralta y Renato Silva Fuenzalida.
Luego del discurso del presidente Salvador Allende el 30 de diciembre de 1970, en donde anunciaba que se estatizaría la banca chilena, al año siguiente la mayoría de las acciones del Banco O'Higgins pasaron a manos del Estado. El 30 de agosto de 1971 el Banco de Londres y América del Sud finalizó sus operaciones en Chile, traspasando todas sus funciones al Banco O'Higgins.
Tras el golpe de Estado del 11 de septiembre de 1973, el Banco O'Higgins, al igual que la mayoría de los bancos estatizados durante el gobierno de Allende, fueron devueltos al sector privado; al momento de su reprivatización la Corporación de Fomento de la Producción (Corfo) era propietaria del 98,07% de las acciones del banco. Tras esto, el banco continuó su expansión a lo largo del país inaugurando nuevas sucursales. En diciembre de 1978 fue uno de los primeros —junto con los bancos Continental, Sud Americano y de Chile, además de la financiera Finansa— en operar tarjetas de crédito en Chile, a través de Diners Club.
El 13 de mayo de 1988 —junto con los bancos Osorno, del Trabajo, Nacional y Concepción— fue una de las fundadoras de Banlíder, red de cajeros automáticos que hacia septiembre de 1989 poseía 54 terminales en todo el país y que posteriormente sería absorbida por Redbanc.
Hasta julio de 1989 el banco español Banesto poseía un 22,3% de las acciones del Banco O'Higgins, las cuales vendió en esa fecha a la sociedad Hellenborus Anstalt. En mayo de 1993 adquirió las operaciones en Chile de CentroHispano Banco, sucesor de Centrobanco que a su vez había adquirido el Banco de Talca en 1982.
En enero de 1997 el Banco O'Higgins se fusiona con el Banco de Santiago, adquiriendo este último todas las operaciones del primero. La nueva entidad toma el nombre de Banco Santiago, que luego sería fusionado y absorbido por el Banco Santander en 2003.